# Plagiolepis ancyrensis
Plagiolepis ancyrensis är en myrart som beskrevs av Santschi 1920. Plagiolepis ancyrensis ingår i släktet Plagiolepis och familjen myror. Inga underarter finns listade i Catalogue of Life.